# Новый Шлях (Киевская область)
Новый Шлях (укр. Новий Шлях) — село, входит в Сквирский район Киевской области Украины.
Население по переписи 2001 года составляло 2 человека. Почтовый индекс — 09040. Телефонный код — 4568. Занимает площадь 0,04 км². Код КОАТУУ — 3224086602.

## Местный совет
09040, Київська обл., Сквирський р-н, с.Самгородок, вул.Петровського,13